# Centre per al Desenvolupament Global
El Centre per al Desenvolupament Global o Center for Global Development (anglès) (CGD) és una institució think tank dedicada a reduir la pobresa i la desigualtat social. La seva seu és a Washington DC. Va ser fundat l'any 2001 per Edward W. Scott, Jr., C. Fred Bergsten i Nancy Birdsall.